# Šiniči Aoki
Šin'iči Aoki (japonsky: 青木紳一, Aoki Šin'iči, narozen 9. června 1965 v Kanagawě v Japonsku) je profesionální hráč go.

## Biografie
Šin'iči je starší bratr profesionální go hráčky Kikujo Aoki. Studoval u Jasura Kikučiho. Ve své profesionální kariéře má již přes 400 vítězství.

## Tituly
- NEC Šun-Ei – 1988